# Телетекст

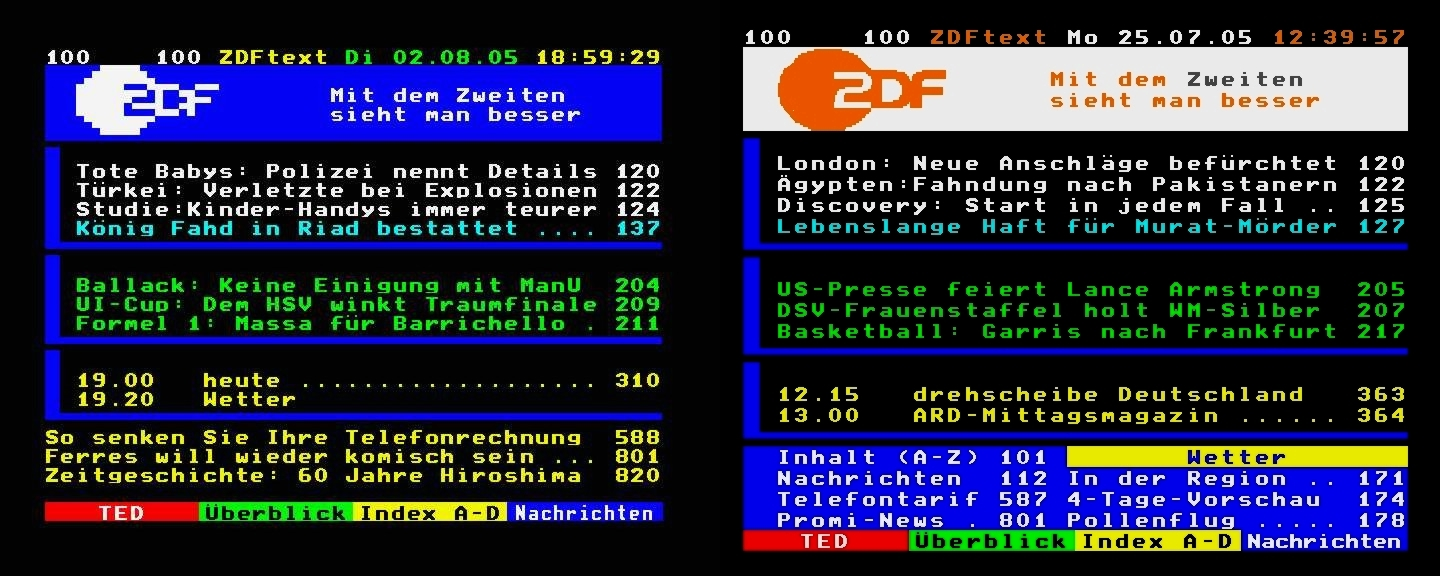
Стандарти телетексту 1.0 та 2.5 відповідно

Телетекст — сервіс телевізійного каналу, що забезпечує передачу інформації у вигляді тексту, а також простих малюнків. Розроблений у Великій Британії у 1970-х. Телетекст передається разом із сигналом телеканалу (сигнал телетексту «накладається» на сигнал каналу). Прийом телетексту можливий лише приймачами, що обладнані спеціальними декодерами. Зазвичай, за допомогою телетексту передається інформація про погоду, програму передач, новини. Також за допомогою функції телетексту можливе проведення лотерей, вікторин, конкурсів тощо.
У колишньому СРСР телетекст використовувався для оперативного інформування. Побутові приймачі декодерами обладнані не були.
В Україні телетекст підтримується на каналах групи «Інтер» — «Інтертекст». Раніше телетекст був доступний на хвилях «Першого національного», проте згодом проєкт було згорнуто, а передача інформації припинена.

## Технології
Передача інформації (сигналів телетексту) відбувається шляхом накладення її на вільні рядки, що не мають зображення. За одну секунду передається 7 175 біт інформації. Інформація телетексту компонується у вигляді повномасштабних сторінок, що передаються почергово. У випадку, коли користувач обирає необхідну сторінку, то її відображення на екрані відбудеться після її передачі на приймач і обробки декодером. Дана процедура може тривати від кількох секунд до хвилини, в залежності від якості сигналу, типу приймача тощо. Деякі моделі телевізорів мають окрім декодера також спеціальний буфер. Моделі приймачів такого типу просто зберігають одразу велику кількість сторінок, що суттєво зменшує час очікування відповіді.
Оригінальний стандарт дозволяв відображати сторінки формату 40×24 символи. У 1976 році формат було удосконалено — покращився вигляд сторінок, а також стало можливо застосування кольорів для кожного окремого символу (8 кольорів).
Для зручності користувача на пультах дистанційного керування виносять спеціальні кнопки керування функцією телетексту.

## Цікаві факти
У системі PAL сторінки телетексту завантажуються швидше, ніж у системі SECAM. Це викликано тим, що в системі SECAM в кінці кадрового імпульсу передаються 9 імпульсів синхронізації кольору, що зменшує час для передачі сигналів телетексту.